# Legenda ceremoniei Kasada

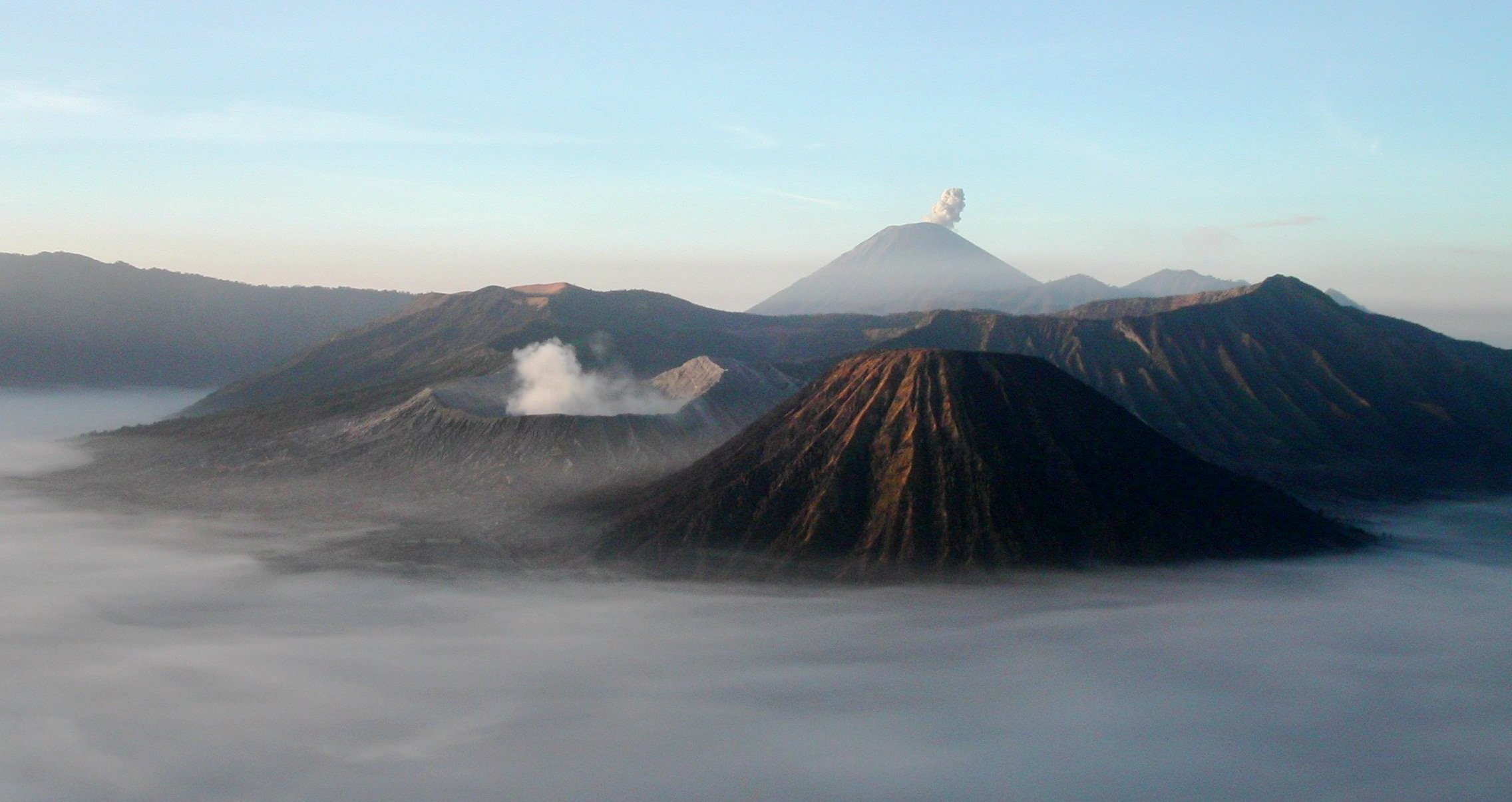
Ţinutul Tegger cu cei trei vulcani

Legenda ceremoniei Kasada, sau se mai numeste și Legenda regilor Roro Anteng și Jaka Seger, se referă la Vulcanul Bromo din Indonezia. În fiecare an, în a 14-a zi a lunii Kasada (decembrie în calendarul nostru), localnicii Tegger, aduc ofrande zeului muntelui. Chiar și numele de Tegger, vine de la numele celor doi Roro AnTENG și Jaka SeGER
Legenda spune ca în timpul imperiului Majapahit, pe cand Brawijaya era rege, regina a născut o fată pe nume Roro Anteng, care mai tarziu s-a căsătorit cu un tânar de la castelul Brahmin, pe nume Jaka Seger. Impreuna au condus ținutul Tengger pe atunci cu numele de Purbawisesa Mangkurat Ing Tengger. Chiar dacă regatul inflorea, regina si regele nu erau fericiti pentru ca nu puteau avea copii. Pentru asta, cei doi s-au gandit să ceară ajutorul zeilor, asa că, au urcat pe muntele Bromo, și l-au rugat pe zeul muntelui Hyang Widi Wasa, să ii ajute să aiba copii. Zeul le-a oferit ajutorul cu condiția ca ultimul copil născut să fie sacrificat în craterul vulcanuului.
După mulți ani, regii au avut 25 de copii, iar ultimul, pe nume Kesuma, era sortit sacrificiului. Regina a refuzat să își dea copilul ca și sacrificiu, asa că zeul s-a înfuriat și a aruncat cu pietre și foc în ținut. Până la urmă, regii au fost nevoiți să se țină de cuvânt, și au urcat pe munte pentru a-și sacrifica ultimul copil născut. Se spune că atunci când Kesuma a fost aruncat în crater s-a auzit vocea lui care le spunea localnicilor:
"Dragii mei frați și surori, am fost sacrificat de către părinții noștri pentru a ne supune în fața zeului Hyang Widi. Rămâneți în pace și trăiți în bogație, dar niciodată să nu uitați să venerați. În memoria mea să faceți o ceremonie în fiecare an în a 14-a zi Kasada, când luna e la jumătate, aducând ofrande fructe, legume și flori."
În fiecare an, ceremonia durează o lună, începând cu dansuri și teatre tradiționale javaneze, se împodobesc orașul și templul hindus de la poalele vulcanului Bromo, care este centrul ceremoniei Kasada.
Tot în această perioadă, se face o altă ceremonie Yadnya Kasodo, în care vracii ținutului sunt puși la încercare, iar cel care trece cu bine încercarea, este numit liderul spiritual al tribului Tengger.